# Karin Kahlhofer
Karin Kahlhofer (* 28. März 1943 in Dortmund; † 23. April 2017) war eine deutsche Malerin, Bildhauerin und Aktionskünstlerin.

## Werdegang
Karin Kahlhofer studierte von 1961 bis 1965 an der Kunstakademie Düsseldorf Malerei und Bildhauerei bei Gerhard Hoehme und Karl Otto Götz, bevor sie Meisterschülerin bei Joseph Beuys wurde. Von 1974 bis 1979 absolvierte sie ein Diplom-Studium der Erziehungswissenschaften an der Pädagogischen Hochschule in Dortmund. Karin Kahlhofer lebte und arbeitete in Köln. Von 1979 bis 1985 unterrichtete sie am Max-Planck-Gymnasium Dortmund das Fach Kunst. Eine ihrer Arbeiten ist die in Lünen an der Lippe 1992 geschaffene „Figurenwand“.
Seit 1965 nahm Kahlhofer an zahlreichen Gruppen- und Einzelausstellungen teil. Ihre vielen Studienreisen in europäische und außereuropäische Länder zeigen, dass die Auseinandersetzung mit anderen Kulturen für Kahlhofer wesentlicher Bestandteil ihrer Arbeit ist.
Karin Kahlhofer hat sich in mehreren Schaffensphasen mit dem Verhältnis von Körpern im Raum auseinandergesetzt. Für die Künstlerin waren das Versuchsanordnungen zur Verortung des Menschen in der Zivilisation. Ab den späten 1960er Jahren hat sie ihre gestisch geprägte Malerei konsequent vom Figurativen zur Abstraktion entwickelt. Auf der Höhe ihrer Ausdruckskraft zeichnet sich ihr Spätwerk ab den 1990er Jahren durch eine assoziative Innerlichkeit aus, die sie in „Landschaften“ überführt.
Kolleginnen und Kollegen wie Gerd Fischer, Siegfried Gnichwitz, Gabriele Uelsberg, Reinhold Mißelbeck oder auch Torkild Hinrichsen haben Karin Kahlhofer geschätzt und gefördert.
„Karin Kahlhofer beschäftigt sich mit Mythologie und Archetypen. Ihre Kunst ist die Schnittmenge aus gestischer Malerei, gegenständlichen Resultaten und ein individuelles Programm aus Zeichen und Symbolen, die überall auf der Welt gelesen werden können.“ (Gerd Fischer)
„Karin Kahlhofer sucht das Geistige und sucht Lösungen für kunstimmanente Problem-stellungen. Bei ihr stehen diese beiden oft unvereinbaren Tendenzen nicht im Widerspruch, sie bringt sie miteinander zur Synthese.“ (Siegfried Gnichwitz)
„Die malerischen Gestaltungen von Karin Kahlhofer sind zwar das Ergebnis spontaner Formfindungen, die im gestischen Duktus von ihr entwickelt sind. Trotz aller Spontaneität entwickelt sie ihr konkretes Repertoire an Formen und Formverdichtungen, die sie durch differenziert aufgebaute Farbkompositionen unterstützt.“ (Gabriele Uelsberg)
„Karin Kahlhofer bleibt nicht bei der reinen Betrachtung der Wirklichkeit stehen, sondern bedient sich der Methoden des Zen-Buddhismus, um zur Erkenntnis zu kommen und findet einen Weg für ihre Malerei, das Verhältnis von Raum, Zeit und Mensch nicht als absolute Größen darzustellen, sondern sie gleichsam in die Welt zurück zu holen und in Metaphern zu beschreiben.“ (Reinhold Mißelbeck)
„Die malerische Position, die Frau Kahlhofer seit vielen Jahren in ihrem Werk verfolgt, bewegt sich bewusst auf dem Grat zwischen Abstraktion und Gegenwartsbezogenheit. Im Kontext ihrer malerischen Gestaltung ist es daher von Bedeutung, dass sie sich immer wieder mit literarischen Vorlagen auseinander setzt, die sie in improvisierte und gedanklich frei assoziierte Bilder umsetzt.“

## Studienreisen
- 1976–1982: jährlich zwei- bis dreimonatige Studien in Griechenland
- 1992–1997: jährlich viermonatige Arbeitsaufenthalte in Indonesien
- 2000: Stipendium der Stadt Rotterdam
- 2001: Arbeitsstipendium der Japan Foundation

## Einzelausstellungen und Projekte (Auswahl)

Inszenierung „Isolation“ im Hauptbahnhof Dortmund (1981)

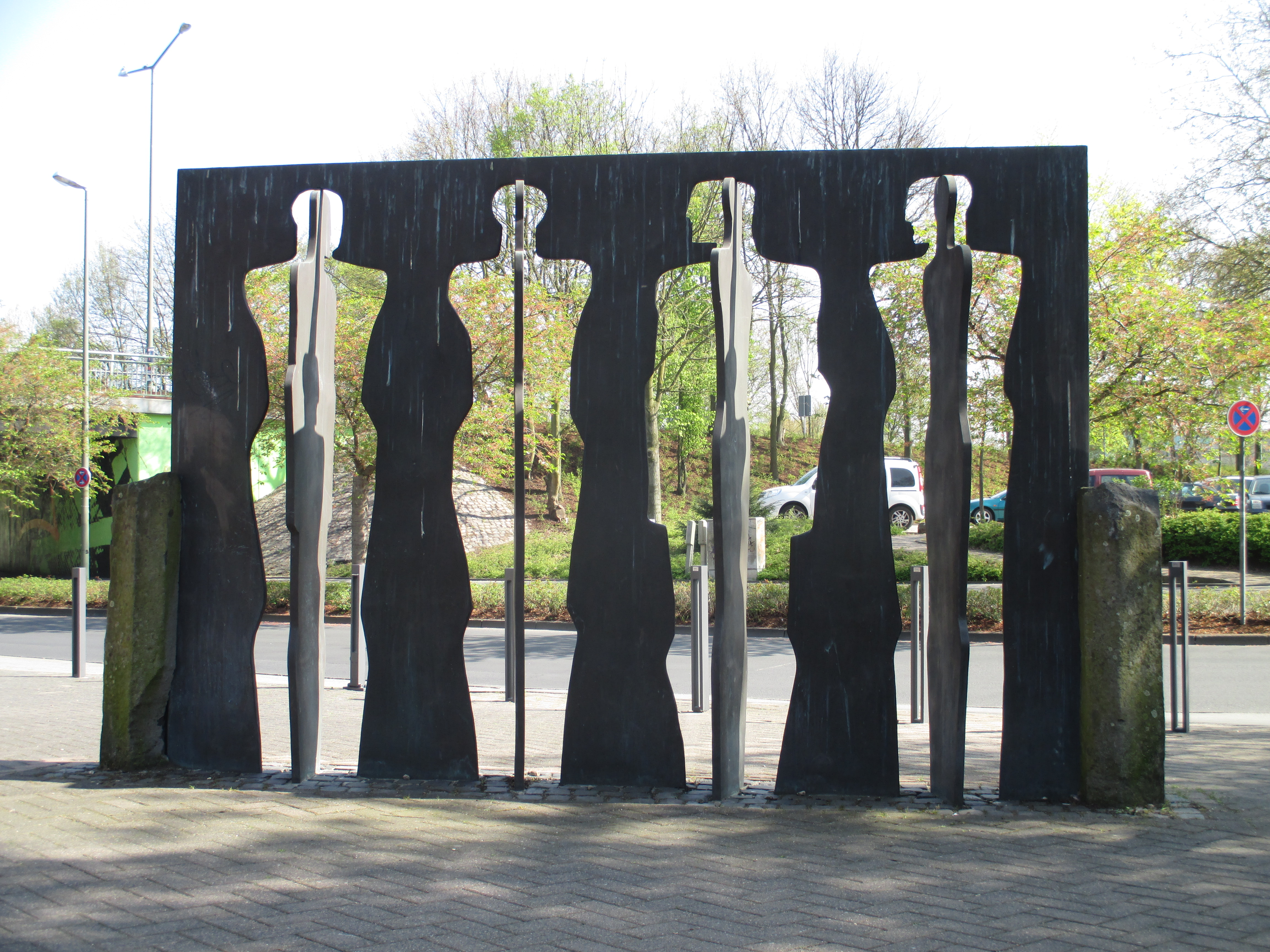
Skulptur „Figurenwand“ in Lünen (1992)

- Hauptbahnhof Dortmund, Inszenierung Isolation (1981)
- Kunstverein Unna, Nationalpinakothek Athen (Katalog) (1982)
- Fuerteventuraprojekt Kunstaktion auf Fuerteventura (Kanarische Inseln) Fotografie: Hartmuth Schreiber; Musik (Improvisation): Theo Jörgensmann und Franz Koglmann (Katalog) (1984)
- Emschertalmuseum Herne, Arbeiten auf Papier (1988)
- Kunstverein Konstanz, Menschenformen (Katalog) (1990)
- Gallery Hidayat und Goethe-Institut, Bandung, Indonesien (Katalog) (1996)
- Goethe-Institut Rotterdam, Niederlande (2000)
- Städtischen Museum Kalkar, Unterwegs – Malerei aus zehn Jahren
- Galerie im Schloss Borbeck, Essen, (2007)

## Arbeiten in öffentlichen Sammlungen (Auswahl)
- Bundestag
- Bundesministerium für Bildung, Wissenschaft, Forschung und Technik
- Museum Schloss Moyland Bedburg
- Nicolaikirche Bielefeld
- Kultusministerium des Landes NRW
- Kunstsammlung Düsseldorf
- Nationalpinakothek Athen
- Museum am Ostwall Dortmund
- Artothek Dortmund
- Rathaus Dortmund[5]
- Stadtsparkasse Dortmund
- Evangelisches Institut Dortmund
- Leopold-Hoesch-Museum Düren
- Museum Ludwig Köln
- Stadtsparkasse Köln
- Folkwang Museum Essen